# Coccymys
Coccymys es un género de roedores de la familia Muridae, endémica de Indonesia y Papúa Nueva Guinea. 
El género incluye las siguientes especies: 
- Coccymys albidens
- Coccymys kirrhos [1]
- Coccymys ruemmleri
- Coccymys shawmayeri[1]

## Hábitat y distribución
Las especies de este género solo habitan en Nueva Guinea. Su hábitat son los bosques y prados situados a una altitud de entre 2200 y 4050 metros sobre el nivel del mar. Algunas de las localizaciones donde se han encontrado especímenes son los Montes Maoke, el Valle Telefomin y el Monte Hagen.

## Ecología
Son animales nocturnos y arbóreos, que pasan la mayor parte de su vida en el suelo y cerca de alimento. Se alimenta de semillas, frutas y pequeños artrópodos.

## Estado de conservación
En la actualidad, la UICN considera a las especies Coccymys ruemmleri y Coccymys shawmayeri como una preocupación menor, mientras que sobre Coccymys kirrhos aún no ha sido evaluada debido a datos insuficientes. Por otro lado, a Coccymys albidens se la ha incluido en la lista roja de las especies amenazadas bajo el estado de especie en peligro.